# BMW Open 2016
BMW Open 2016, oficiálním názvem BMW Open by FWU AG 2016, byl tenisový turnaj pořádaný jako součást mužského okruhu ATP World Tour, který se hrál v areálu MTTC Iphitos na otevřených antukových dvorcích. Probíhal mezi 25. dubnem až 1. květnem 2016 v německém Mnichově jako čtyřicátý třetí ročník turnaje.
Turnaj s rozpočtem 520 070 eur a odměnami hráčům 463 520 eur patřil do kategorie ATP World Tour 250. Nejvýše nasazeným hráčem ve dvouhře se stal třináctý tenista světa David Goffin z Belgie, kterého ve čtvrtfinále vyřadil Alexander Zverev. Jako poslední přímý účastník hlavní singlové soutěže nastoupil 110. německý hráč žebříčku Jan-Lennard Struff.
Třetí titul z mnichovské události získal Němec Philipp Kohlschreiber. Vyjma prémie obdržel také sportovní vůz BMW a bavorské kožené kalhoty. Čtyřhru opanoval finsko-australský pár Henri Kontinen a John Peers.

## Rozdělení bodů a finančních odměn

### Rozdělení bodů
| Soutěž  | vítězové | finalisté | semifinalisté | čtvrtfinalisté | 16 v kole | 32 v kole | Q  | Q3 | Q2 | Q1 |
| ------- | -------- | --------- | ------------- | -------------- | --------- | --------- | -- | -- | -- | -- |
| dvouhra | 250      | 150       | 90            | 45             | 20        | 0         | 12 | 6  | 0  | 0  |
| čtyřhra | 250      | 150       | 90            | 45             | 0         |           |    |    |    |    |

### Finanční odměny
| Soutěž                              | vítězové | finalisté | semifinalisté | čtvrtfinalisté | 16 v kole | 32 v kole | Q | Q2     | Q1     |
| dvouhra                             | €82 450  | €43 430   | €23 525       | €13 400        | €7 900    | €4 680    | — | €2 105 | €1 055 |
| čtyřhra                             | €25 070  | €13 170   | €7 140        | €4 080         | €2 390    | —         | — | —      | —      |
| částka ve čtyřhře je uvedena na pár |          |           |               |                |           |           |   |        |        |

## Mužská dvouhra

### Nasazení
| Stát                          | Hráč                  | ATP | Nasazení |
| ----------------------------- | --------------------- | --- | -------- |
| Belgie                        | David Goffin          | 13. | 1.       |
| Francie                       | Gaël Monfils          | 14. | 2.       |
| Rakousko                      | Dominic Thiem         | 15. | 3.       |
| Německo                       | Philipp Kohlschreiber | 27. | 4.       |
| Itálie                        | Fabio Fognini         | 31. | 5.       |
| Brazílie                      | Thomaz Bellucci       | 35. | 6.       |
| Kanada                        | Vasek Pospisil        | 44. | 7.       |
| Německo                       | Alexander Zverev      | 51. | 8.       |
| Žebříček ATP k 18. dubnu 2016 |                       |     |          |

### Jiné formy účasti
Následující hráči obdrželi divokou kartu do hlavní soutěže:
- Juan Martín del Potro[1]
- Maximilian Marterer[1]
- Mischa Zverev[1]

Následující hráči postoupili z kvalifikace:
- Matthias Bachinger
- Florian Mayer
- Igor Sijsling
- Cedrik-Marcel Stebe

Následující hráč postoupil z kvalifikace jako tzv. šťastný poražený:
- Jozef Kovalík[1]

### Odhlášení
před zahájením turnaje
- Roberto Bautista Agut → nahradil jej Malek Džazírí
- Simone Bolelli → nahradil jej Santiago Giraldo
- Jérémy Chardy → nahradil jej Jan-Lennard Struff
- Gaël Monfils → nahradil jej Jozef Kovalík

### Skrečování
- Jevgenij Donskoj[1]
- Michail Južnyj[1]

## Mužská čtyřhra

### Nasazení
| Stát                                                                                    | Hráč                 | Stát       | Hráč              | ATP | Nasazení |
| --------------------------------------------------------------------------------------- | -------------------- | ---------- | ----------------- | --- | -------- |
| Brazílie                                                                                | Marcelo Melo         | Nizozemsko | Jean-Julien Rojer | 8.  | 1.       |
| Kolumbie                                                                                | Juan Sebastián Cabal | Kolumbie   | Robert Farah      | 43. | 2.       |
| Finsko                                                                                  | Henri Kontinen       | Austrálie  | John Peers        | 49. | 3.       |
| Rakousko                                                                                | Julian Knowle        | Rakousko   | Alexander Peya    | 89. | 4.       |
| Žebříček ATP k 18. dubnu 2016; číslo je součtem žebříčkového postavení obou členů páru. |                      |            |                   |     |          |

### Jiné formy účasti
Následující páry obdržely divokou kartu do hlavní soutěže:
- Kevin Krawietz /  Maximilian Marterer
- Alexander Zverev /  Mischa Zverev

## Přehled finále

### Mužská dvouhra
- Philipp Kohlschreiber vs.  Dominic Thiem, 7–6(9–7), 4–6, 7–6(7–4)

### Mužská čtyřhra
- Henri Kontinen /  John Peers vs.  Juan Sebastián Cabal /  Robert Farah, 6–3, 3–6, [10–7]